# I'll Cry Instead
〈I'll Cry Instead〉는 존 레논이 작곡하고 영화 《하드 데이즈 나이트》의 사운드트랙에 수록된 노래다.

## 작곡
레논은 영화의 "break-out(휴식)" 시퀸스를 위해 곡을 작곡했다. 이 노래는 1964년 6월 1일 A와 B로 나눠진 두 섹션에서 녹음되었고, 이후 영화의 그 씬의 길이에 맞게 서로 붙여질 수도 있었다. 하지만, 감독 리처드 레스터는 결국 이 노래보다 활기찬 가사를 가진 〈Can't Buy Me Love〉를 택했다. 왈터 센슨이 1981년 영화를 재출시할 당시, 레논을 추모하는 뜻에서 비틀즈가 영화를 찍던 1960년대 당시의 "스윙인" 스타일의 콜라주 사진들로 구성된 오프닝 시퀸스가 존재했는데 여기 〈I'll Cry Instead〉가 쓰였다.
〈I'll Cry Instead〉에 대해 신시아 레논은 그가 울며 도움을 요청하는 내용을 묘사하고 있다고 말한다. "노래는 그이가 당시 가지고 있던 불만감을 반영하고 있다. 그는 만인의 아이돌로 거듭났지만 어릴 적의 그 자유와 즐거움은 사라지고 없다." 존 레논은 훗날 가사 "A chip on my shoulder that's bigger than my feet"에 대해서 자신의 당시 감정을 그대로 대변한 것이라고 말했다. 〈I'll Cry Instead〉는 컨트리 앤 웨스턴에 뿌리가 있으며 이는 비틀즈, 그 중에서도 링고 스타가 즐겁게 연주하던 장르였다.

## 참여 인원
- 존 레논 – 더블 트래킹 보컬,[8][9] 어쿠스틱 리듬 기타, 탬버린
- 폴 매카트니 – 베이스
- 조지 해리슨 – 리드 기타
- 링고 스타 – 드럼

이언 맥도널드 제공

## 차트 성적
| 차트 (1964)          | 최고 순위 |
| -------------------- | --------- |
| 미국 빌보드 핫 100   | 25        |
| 미국 캐쉬박스 톱 100 | 22        |

## 참고 문헌
- The Beatles (2000). 《The Beatles Anthology》. San Francisco: Chronicle Books. ISBN 0-8118-2684-8.
- Dowlding, William J. (1989). 《Beatlesongs》. New York: Simon & Schuster. ISBN 0-671-68229-6.
- Harry, Bill (1994). 《The Ultimate Beatles Encyclopedia》.
- “I'll Cry Instead”. 《Songfacts》. 2008. 2008년 7월 16일에 확인함.
- Lennon, Cynthia (2006). 《John》. Hodder & Stoughton. ISBN 0-340-89828-3.
- Lewisohn, Mark (1988). 《The Beatles Recording Sessions》. New York: Harmony Books. ISBN 0-517-57066-1.
- MacDonald, Ian (2005). 《Revolution in the Head: The Beatles' Records and the Sixties》 Seco Revis판. London: Pimlico (Rand). ISBN 1-84413-828-3.